# Messier 35
Messier 35 (M 35, o *NGC 2168) és un cúmul obert en la constel·lació dels Bessons. Va ser descobert per Philippe Loys de Chéseaux en 1745 i redescobert independentment per John Bevis abans de 1750. Va ser catalogada per Charles Messier el 1764
M35 conté diversos centenars d'estrelles (Ake Wallenquist ha contat 120 amb magnitud aparent superior a 13) disperses en l'àrea que cobreix la lluna plena (28 arcminut). El Sky Catalogue 2000.0 i la primera edició d'Uranometria 2000.0 concedeixen 200 membres. A una distància d'uns 2800 anys llum de la Terra correspon a un diàmetre de prop de 24 anys llum. El cúmul té una edat d'entre 95 i 110 milions d'anys i conté algunes estrelles que ja han abandonat la seqüència principal, entre les quals s'inclouen diverses gegants grogues i taronges de tipus espectral G tardà o K primerenc. El seu tipus Trumpler és III 3 r, i s'aproxima a nosaltres a raó de 5 km/s.

## Observació
És observable a ull nu en bones condicions atmosfèriques. Amb un petit telescopi es poden resoldre les estrelles principals, a més és possible observar el cúmul obert (NGC 2158) més dens, més antic i més llunyà (al voltant de 16.000 anys llum).